# Хутор (Гомельський район)
Хутор (біл. Хутар; рос. Хутор) — колишнє селище Гомельського району Гомельської області Білорусі. Входило до складу Чонковської сільської ради.

## Історія
У 1926 — 1927 роках було центром Хуторської сільської ради. 25 червня 1963 року селище включено до Гомельського міського кордону. 17 травня 2007 року південну частину населеного пункту, яка залишилася за межами Гомеля, приєднали до Гомеля.